# Plicatiductus storki
Genre
Espèce
Plicatiductus storki, unique représentant du genre Plicatiductus, est une espèce d'araignées aranéomorphes de la famille des Linyphiidae.

## Distribution
Cette espèce est endémique de Sulawesi en Indonésie.

## Publication originale
- Millidge & Russell-Smith, 1992 : Linyphiidae from rain forests of Southeast Asia. Journal of Natural History, vol. 26, no 66, p. 1367-1404.